# Ostodes brazieri
Ostodes brazieri es una especie de molusco gasterópodo de la familia Poteriidae en el orden de los Mesogastropoda.

## Distribución geográfica
Es endémica de Micronesia.  